# Arco de Izu-Bonin-Mariana

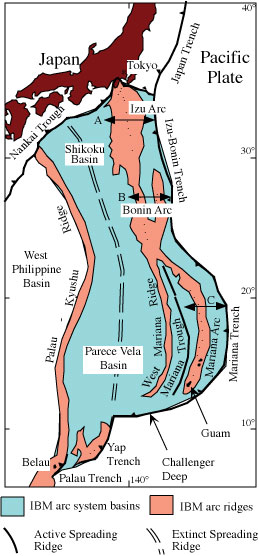
El arco de Izu-Bonin-Mariana en el Océano Pacífico occidental.

El arco de Izu-Bonin-Mariana (abreviado IBM) es un arco insular resultante de un borde convergente de placas tectónicas, en Micronesia.

## Características
El arco se extiende a lo largo de más de 2.800 km al sur de Tokio (Japón), sobrepasa la isla de Guam e incluye las islas Izu, las islas Ogasawara o Bonin y las islas Marianas. La mayor parte del arco está sumergida, ya que se encuentra por debajo del nivel del mar.
El arco de Izu-Bonin-Mariana está situado a lo largo del borde oriental de la Placa filipina, en el Océano Pacífico occidental. En él se encuentra el Abismo de Challenger, el punto más profundo de la superficie terrestre, situado en la Fosa de las Marianas.

## Origen
El arco de IBM se formó como resultado de la subducción de la placa del Pacífico occidental. En la actualidad, subduce litosfera del Jurásico Medio y del Cretácico Inferior; la litosfera más joven se encuentra en el norte y la más antigua en el sur, entre la que se incluye la corteza oceánica más antigua (de unos 170 millones de años. La velocidad de subducción oscila entre unos 2 cm al año en el sur y 6 cm al año en el norte.
Se cree que las islas volcánicas que componen este arco insular se formaron a partir de la liberación de compuestos volátiles (vapor de agua atrapado y otros gases) que se desprendieron de la placa subducida cuando ésta alcanzó una profundidad suficiente para que el aumento de temperatura provocara la liberación de estos materiales. Las fosas oceánicas asociadas se forman a medida que la parte más antigua (la más occidental) de la corteza de la placa del Pacífico aumenta su densidad con la edad y, debido a este proceso, alcanza en algún momento una densidad que hace que se hunda por debajo de la corteza más occidental.
El arco de Izu-Bonin-Mariana constituye un excelente ejemplo de borde convergente intraoceánico. Este tipo de arcos se forman sobre la corteza oceánica y difieren significativamente de los que se forman sobre la corteza continental, como Japón y los Andes. Dado que la corteza de los bordes intraoceánicos es más delgada, más densa y más refractaria que la que se encuentra bajo los bordes de tipo andino, el estudio de los materiales de fusión y los fluidos permite evaluar con mayor fiabilidad los procesos y flujos corteza-manto. Estos arcos están alejados de los continentes y, en consecuencia, no se ven afectados por los grandes volúmenes de materiales que aportan los sedimentos aluviales y glaciares. La fina cubierta sedimentaria hace mucho más fácil el estudio de la infraestructura del arco y la determinación de la masa y la composición de los sedimentos subductados. Los sistemas hidrotermales activos que se encuentran en la parte sumergida de los márgenes convergentes intraoceánicos brindan la oportunidad de estudiar cómo se formaron algunos importantes depósitos de minerales de la Tierra.